# Bulbophyllum sterile
Bulbophyllum sterile es una especie de orquídea epifita originaria de Asia.  

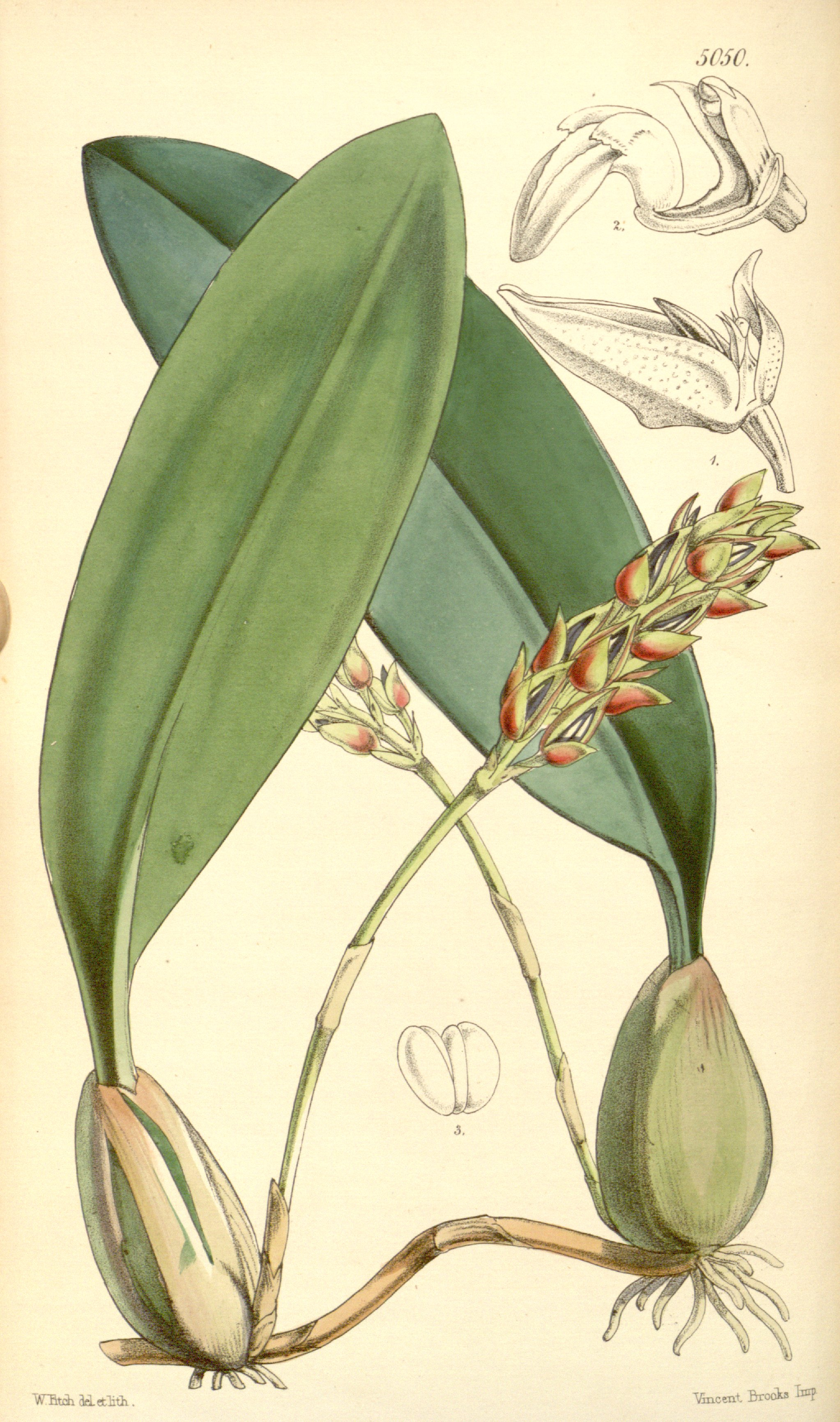
Ilustración

## Descripción
Es una  orquídea de tamaño mediano, de crecimiento cálido con hábitos de epífita  con una separación de 5 cm entre cada  pseudobulbo ovado, irregularmente en ángulo, que lleva  una sola hoja, apical, erecta, oblongo-elíptica, obtusa, emarginada. Florece en invierno y principios de la primavera en una inflorescencia péndula, de 10 cm  de largo densamente cubieerta con muchas flores

## Distribución y hábitat
Se encuentra en las colinas de Nilgiri de la India en las elevaciones de 1300 a 1700 metros.  

## Taxonomía
Bulbophyllum sterile fue descrita por (Lam.) Suresh   y publicado en Interpret. Van Rheed's Hort. Malab. 298. 1988.
Etimología
Bulbophyllum: nombre genérico que se refiere a la forma de las hojas que es bulbosa.
sterile: epíteto latino que significa "estéril".
Sinonimia
- Bulbophyllum caudatum Lindl.
- Bulbophyllum nilgherrense Wight
- Epidendrum sterile Lam.
- Phyllorchis caudata (Lindl.) Kuntze
- Phyllorkis caudata (Lindl.) Kuntze
- Phyllorkis nilgherensis (Wight) Kuntze	[3][4]